# Gevlekt wilgenhaantje
Het gevlekt wilgenhaantje of twintigstippelig wilgenhaantje (Chrysomela vigintipunctata) is een keversoort uit de familie bladkevers (Chrysomelidae). De wetenschappelijke naam van de soort werd in 1763 gepubliceerd door Giovanni Antonio Scopoli.

## Uiterlijk
De kever kan 6,5 tot 9 mm lang worden en heeft tien vlekken op elk dekschild. De kleur van de dekschilden kan grijswit, geel of rood zijn en in sommige gevallen kan hij daardoor enigszins op een lieveheersbeestje lijken. De kevers zijn echter meestal iets groter en hebben langwerpige zwarte vlekken. De kop, de sprieten en de pootjes zijn zwart. Het halsschild is ook zwart met meestal gekleurde randen in dezelfde kleur als het dekschild.

## Leefwijze
De kevers en hun larven kunnen van augustus tot april worden waargenomen op loofbomen in bossen en langs het water, zoals berken, populieren en voornamelijk op wilgensoorten. Zowel de volwassen dieren als de larven eten van de bladeren en laten alleen de nerven over.

## Leefgebied
De soort komt voor in het midden van Europa tot in het oosten van Rusland, Mongolië en Japan. In Nederland komt de soort algemeen voor waar de waardplanten groeien, in de buurt van water.

## Afbeeldingen

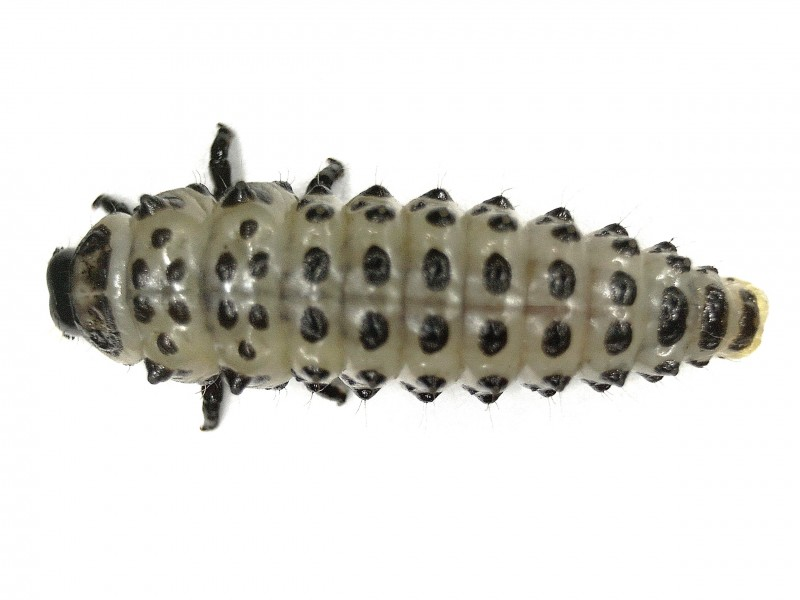
larve
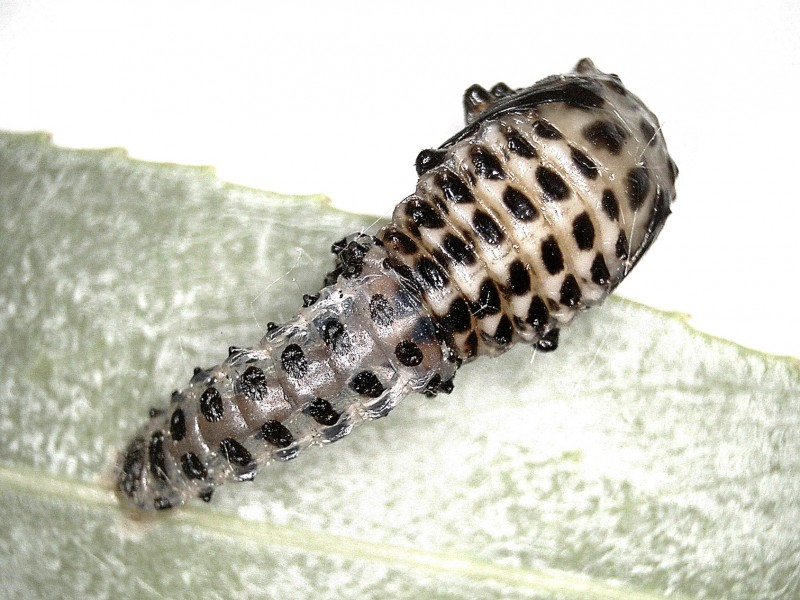
pop
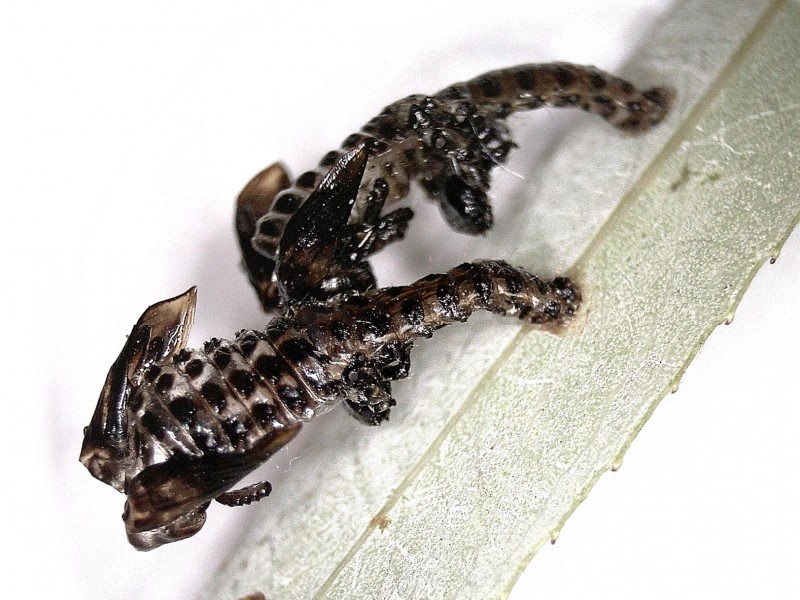
lege pop
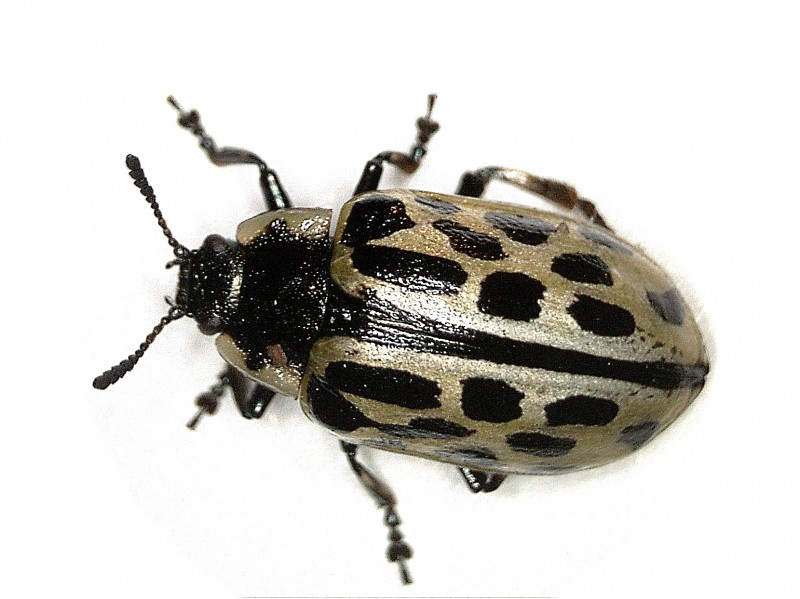
imago